# Konferencja bermudzka

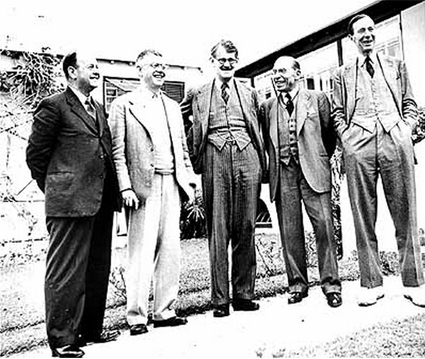
Uczestnicy konferencji na Bermudach w 1943 roku.

Konferencja bermudzka – międzynarodowa konferencja pomiędzy Wielką Brytanią a Stanami Zjednoczonymi, która odbyła się w dniach 19–29 kwietnia 1943 roku w Hamilton na Bermudach. Jej celem było ustalenie sposobów przesiedleń Żydów z terenów objętych działaniami wojennymi oraz umożliwienie ucieczki tym, którzy znajdowali się pod okupacją III Rzeszy.

## Tło
W czasie II wojny światowej z terenów okupowanych przez niemiecką III Rzeszę napływały liczne informacje dotyczące zbrodni na ludności żydowskiej. Pod presją brytyjskiego parlamentu, władz kościelnych oraz organizacji humanitarnych brytyjskie Ministerstwo Spraw Zagranicznych 20 stycznia 1943 zaproponowało Amerykanom przeprowadzenie konsultacji pomiędzy obu krajami na temat rozpoznania problemu oraz znalezienia jego rozwiązań. Konferencja rozpoczęła się tego samego dnia, w którym Żydzi wzniecili powstanie w getcie warszawskim.

## Historia
Tematem konferencji była kwestia, co zrobić z żydowskimi uchodźcami, którzy znaleźli się na ziemiach wyzwolonych przez aliantów podczas II wojny światowej oraz tych, którzy w dalszym ciągu pozostawali na terenach okupowanych przez III Rzeszę. Dyskusja miała na celu znalezienie rozwiązań tego problemu oraz zaplanowanie sposobów ratowania Żydów poprzez przeprowadzenie ewakuacji uciekinierów oraz osadzenia ich w krajach alianckich i neutralnych. Rozmowy odbyły się między delegacją amerykańską reprezentowaną przez dr. Harolda W. Doddsa a przedstawicielami Wielkiej Brytanii. 
Organizacje żydowskie w Ameryce starały się wysłać na konferencję delegację swoich przedstawicieli, ale rząd amerykański odmówił jej przyjęcia. W związku z tym w ramach protestu jeden z członków delegacji amerykańskiej Harry Truman odmówił uczestnictwa w konferencji, co zostało przyjęte z dezaprobatą przez amerykański Senat, który zaangażował swój autorytet w obrady na Bermudach.
Wbrew oczekiwaniom środowisk żydowskich, jedynym ustaleniem tej konferencji było stanowisko, że alianci nie podejmą żadnych działań i zachowają milczenie w tej sprawie. Rząd amerykański odmowę pomocy Żydom uzasadniał tym, że akcja ratowania ich będzie kolidować z prowadzeniem działań wojennych. Obawiał się, że ewakuacja będzie zakłócać transporty wojskowe idące na front. Amerykanie nie zgodzili się na przewóz uchodźców za ocean i nie uważali za celowe dokonania zmian w ustawie imigracyjnej, a także nie chcieli wyasygnować na ten cel żadnych funduszy. Brytyjczycy natomiast uważali, że nie jest konieczne wystosowanie oficjalnego apelu do Niemców, potępiającego zbrodnie na Żydach oraz wezwanie ich do wydalenia Żydów z III Rzeszy. Ujawnione po wojnie raporty FBI pokazały, że „administracja amerykańska starała się ograniczać dyskusje i nie pozwalała na jakiekolwiek deklaracje pod adresem żydowskich grup nacisku, które domagały się pomocy”.

## Reakcje
Fiasko konferencji bermudzkiej wywołało oburzenie środowisk żydowskich w USA oraz społeczności światowej, potępiającej niemieckie ludobójstwo w Europie.
Bardzo ostro zareagowała aliancka prasa. Londyński „The Observer” skomentował: „Oto w luksusowych hotelach, na plażach luksusowej wyspy na Atlantyku, zebrali się dobrze ubrani dżentelmeni, by zapewniać się nawzajem, że naprawdę niewiele da się zrobić.... Przemówienia inauguracyjne szeroko komentowane w naszym kraju, komentowane przy tym z przerażeniem i gniewem. Dowiedzieliśmy się, że sprawa ta przekracza możliwości Anglii i Stanów Zjednoczonych razem wziętych”. Tydzień później Amerykański Komitet Syjonistyczny na łamach „The New York Times” określił amerykańską konferencję na Bermudach „okrutną kpiną” z wcześniejszych obietnic dawanych Żydom amerykańskim oraz tym pozostającym pod niemiecką okupacją.
12 maja 1943 w Londynie członek Rady Narodowej RP Szmul Zygielbojm w proteście przeciwko bezczynności aliantów popełnił samobójstwo.